# Ley General de Educación (Perú)
La Ley General de Educación (Ley 28044) es la ley peruana que establece la normativa marco en materia de educación.

## Historia

### Antecedentes
El sistema educativo se inició con el Nuevo Reglamento de Instrucción Pública en marzo de 1876. A este le siguieron reformas importantes: una del Partido Civil (Ley de Instrucción Pública de 1902) y otra de las fuerzas armadas (Ley General de Educación de 1972).
En 1902 se promulga la Ley de Instrucción Pública. Entre los objetivos establecidos se encontraban: reducir la tendencia de los jóvenes a optar por las profesiones liberales o aristocráticas, formar a la clase media para el comercio y la industria, independizar la enseñanza secundaria, mejorar la calidad de la enseñanza docente y motivar a los más jóvenes para que cursaran estudios superiores, entre otros. En 1905, se promulgó la Ley 162, que estableció la creación de bibliotecas escolares y dotó de materiales educativos a estas.
En 1920, la ley 4004 actualizó la norma para responder a las nuevas demandas sociales, entre ellas las de los grupos indígenas. Quince años después, se creó el Ministerio de Educación Pública.
En 1945, la enseñanza secundaria pasó a ser gratuita, siempre que los estudiantes hubieran superado la etapa de primaria. La Ley 10263 incrementó la demanda de profesores en ese nuevo grado de instrucción. En 1957, el entonces ministro Jorge Basadre inició la reforma basándose en el informe del Inventario de la Realidad Educativa del Perú, que describía problemas en la evaluación de los estudiantes que habían completado la enseñanza secundaria.
En 1969, se promulgó un decreto supremo que intentaba eliminar el derecho a la gratuidad de la enseñanza pública. Se organizaron protestas en contra de esta medida.
En 1972, se inició una nueva reforma inspirada en el pensamiento de Augusto Salazar Bondy, coautor del Libro azul. La ley 19326 estableció dos modalidades educativas: la educación básica regular para niñas y niños desde los 0 años, y la educación básica laboral para jóvenes y adultos desde los 15 años, preferentemente. También se definió la Educación Básica Regular (EBR), compuesta por tres niveles: educación inicial, educación básica y educación superior.

### Promulgación de la actual ley
En la década de 1990, tras determinarse en el informe Diagnóstico general de la educación que la calidad era el problema más crítico de la educación peruana, se formuló una nueva ley. El informe fue elaborado por el Banco Mundial y el Ministerio de Educación. No la realizaron intelectuales peruanos a favor de la reforma educativa, sino los organismos multilaterales que promovían ideas afines al neoliberalismo. En 1992, Alberto Fujimori inició la reforma educativa, que fue criticada por varios sectores. Una de las medidas correspondió al sistema de bachillerato, que buscaba reducir la escolarización y el interés por la universidad, pero esta fue cancelada en 2001.
La ley 20844 se promulgó en 2003 por Alejandro Toledo. El SUTEP criticó esta norma por ser una continuación de la reforma neoliberal promulgada por Alberto Fujimori.

## Estructura
Consta de seis libros, seccionados en títulos y estos últimos en artículos.

### Contenido

#### Título primero
Fundamentos y disposiciones generales

#### Título segundo
Universalización, calidad y equidad de la educación
- Capítulo I: Disposiciones generales
- Capítulo II: La universalización de la educación
- Capítulo III: La calidad de la educación
- Capítulo IV: La Equidad en la educación. Artículo 20 Educación Bilingüe Intercultural, promueve el respecto a la diversidad cultural, garantiza el aprendizaje en la lengua materna para lo cual asegura la formación de docentes en lenguas originarias y la participación de los pueblos originarios en la formulación de los programas.[12]
- Capítulo V: El rol del estado
- Capítulo VI: El rol de la sociedad

#### Título tercero
La estructura del sistema educativo
- Capítulo I: Disposiciones generales
- Capítulo II: La educación básica
- Capítulo III: La educación técnico-productiva
- Capítulo IV: La educación comunitaria
- Capítulo V: La educación superior

#### Título cuarto
La comunidad educativa 

#### Título quinto
La gestión del sistema educativo
- Capítulo I: Disposiciones generales
- Capítulo II: La institución educativa
- Capítulo III: La unidad de gestión educativa local
- Capítulo IV: La dirección regional de educación
- Capítulo V: El ministerio de educación
- Capítulo VI: El consejo nacional de educación
- Capítulo VII: La coordinación con los gobiernos locales

#### Título sexto
El financiamiento de la educación pública